# محسن رضایی در انتخابات ریاست‌جمهوری ایران (۱۴۰۰)
محسن رضایی برای سیزدهمین انتخابات ریاست جمهوری در تاریخ ۴ خرداد ۱۴۰۰ از سوی شورای نگهبان جهت ورود به انتخابات ریاست جمهوری تأیید صلاحیت شد. وی نامزد مورد حمایت جبهه ایستادگی ایران اسلامی و شورای ائتلاف نیروهای انقلاب اسلامی است.

## ثبت نام

### نام‌نویسی
وی در تاریخ ۲۵ اردیبهشت ۱۴۰۰، در آخرین روز ثبت‌نام انتخابات ریاست‌جمهوری ایران (۱۴۰۰)، با حضور در وزارت کشور، به‌منظور کاندیداتوری در انتخابات ریاست‌جمهوری ثبت نام کرد.وی همزمان با ثبت نام در انتخابات، سمت دبیری مجمع تشخیص مصلحت نظام را بر عهده دارد.

### تأیید صلاحیت
صلاحیت محسن رضایی روز ۴ خرداد ۱۴۰۰ ازسوی شورای نگهبان برای نامزدی سیزدهمین دورهٔ انتخابات ریاست‌جمهوری احراز شد. اما پیش از تأیید صلاحیت، شبهات بسیاری مبنی بر رد صلاحیت او منتشر شد، شایعات آنقدر وسیع بود که او مجبور می‌شود برای رد آنها یک کلیپ تبلیغاتی از فوتبال بازی کردن خود نشان بدهد چرا که سلامتی جسمانی او

## ستاد انتخاباتی و شعار
محسن رضایی در صفحه اینستاگرام خود با انتشار کلیپی از مجموعه اقدامات گروه صنعتی مپنا به عنوان گروه پیشران، نوشت، سیاست خارجی در صورتی موفق است که اقتصاد ایران را به حرکت درآورد و درآمد سالیانه ایرانیان را افزایش دهد. رضایی در این پست شعار خود را دولت اقدام و تحول اعلام کرد و در ادامه با بیان اینکه شرکت‌های پیشران موتور محرکه تولید داخل و توسعه تجارت بین‌الملل هستند در ادامه گفت، با تکیه بر توان صنعتی و قابلیت‌های فنی مهندسی مسیر تجارت بین‌المللی را می‌گشاییم و اولویت ما کشورهای همسایه و منطقه خواهد بود.محسن رضایی در حاشیه ضبط نخستین برنامه تلویزیونی تبلیغاتی خود در جمع خبرنگاران در شبکه خبر، خانه‌داری را شغل اعلام کرد و گفت، دولت من دولت اقدام و تحول است و خانه‌داری را شغل می‌دانیم و به بانوان خانه‌دار، حقوق خواهیم داد.

## وعده‌های انتخاباتی

#### یارانه چهارصد و پنجاه هزار تومانی
محسن رضایی در اولین حضور خود در ضبط یک برنامه رادیویی در جمع خبرنگاران در تشریح برنامه‌های خود گفت، اولین مسئله‌ای که در دولت من به آن توجه خواهد شد، ساماندهی یارانه‌های پنهان در کشور است. بنزین و گازوئیل به قیمت واقعی خودش به دهک ثروتمند و به دهک‌های نه‌گانه دیگر نیز به صورت ترجیحی فروخته می‌شود. در نتیجه این اقدام، ما چهار میلیارد دلار صرفه‌جویی خواهیم داشت و می‌توانیم به چهل میلیون نفر صد و هفتاد و هشت هزار تومان یارانه بپردازیم. وی در ادامه افزود، چهار میلیارد دلار دیگر را نیز در نهاده‌های دامی و اساسی صرفه‌جویی خواهیم کرد که از این میزان صرفه‌جویی، چیزی حدود سیصد و پنجاه هزار تومان یارانه پرداخت خواهیم کرد که با نود و یک هزار تومان یارانه فعلی، ۴۵۰ هزار تومان یارانه نقدی می‌دهیم. وی بعدتر در شبکه استانی البرز و شبکه خبر این وعده خود را تکرار کرد.

#### تقویت پول ملی
محسن رضایی در کنفرانس خبری خودر در شبکه خبر گفت، از مهم‌ترین دغدغه‌های من این است که ارزش پول ملی را به جایگاه خود برگردانم. وی در ادامه وعده داد که پول ملی را قوی‌ترین پول منطقه خواهد کرد و راهکار خود را برای عملی کردن این وعده را در صفحه اینستاگرام خود تشریح کرد.

#### تدریس زبان مادری در مدارس
محسن رضایی در ویژه‌برنامه انتخاب و فرهنگ در رادیو فرهنگ گفت، اهانت به اقوام ایرانی را به عنوان یک جرم تلقی می‌کنم و لایحه آن را به مجلس خواهم فرستاد. زبان مادری اقوام ایرانی را در مدارس جاری و ساری خواهم ساخت.

#### صندوق ملی صنعت نفت
محسن رضایی در صفحه شخصی خود در اینستاگرام از ایجاد صندوق ملی صنعت نفت ایران خبر داد و گفت، ملی شدن نفت یعنی اینکه مالکیت نفت و درآمدهایش متعلق به یکایک ملت باشد.

#### اعطای مسکن با اقساط پنجاه ساله
محسن رضایی در بدو ورود برای شرکت در دومین مناظره انتخاباتی در جمع خبرنگاران گفت، اعطای مسکن سهل و ارزان با اقساط ۵۰ ساله از همه بانک‌ها در این طرح دیده شده‌است و این تسهیلات فقط از بانک مسکن داده نمی‌شود ضمن اینکه در بخش سوم این طرح هم به موضوع کسب و کارهای خانگی پرداخته‌ایم، در بخش چهارم توزیع سی درصد سهام صنعت نفت کشورمان وجود دارد که این اقدامات در قالب طرح کفایت زندگی یا اقتصاد بدون فقیر و ایران بدون فقر را خواهیم داشت.

## حامیان

### افراد

#### سیاستمداران
- غلامرضا تاجگردون نماینده دوره نهم و دهم مجلس شورای اسلامی[۱۸]
- محمدشریف ملک‌زاده رئیس سابق سازمان میراث فرهنگی، صنایع دستی و گردشگری[۱۹]
- رضا استادی امام جمعهٔ سابق قم، نماینده دوره‌های سوم و چهارم مجلس خبرگان رهبری
- عبدالرضا داوری مشاور سابق وزیر کشور
- عبدالحمید خدری نماینده دوره دهم مجلس شورای اسلامی
- سید شکرخدا موسوی نماینده دوره نهم مجلس شورای اسلامی

#### نظامیان
- غلامعلی رشید فرمانده قرارگاه مرکزی خاتم‌الانبیا[۲۰]
- محمدنبی رودکی معاون سابق بازرسی ستاد کل نیروهای مسلح[۲۱]

#### ورزشکاران
- امامعلی حبیبی[۲۲]
- سهیلا منصوریان
- محمود فکری
- علی لطیفی

### تشکل‌ها
- جبهه ایستادگی ایران اسلامی[۲۳]
- شورای ائتلاف نیروهای انقلاب اسلامی
- مجمع عمومی پویش ملی اتحاد اقوام ایران اسلامی[۲۴]
- اتحادیه انجمن‌های اسلامی وزارت راه و شهرسازی و سازمان‌های تابعه[۲۵]
- ستاد جهادی و اقتصاد مقاومتی
- انجمن مخترعین ایران

### رسانه
- تابناک
- فردا
- ملت ما